# Buch des Bundes
Das Buch des Bundes (arabisch كتاب عهدي Kitabu ʿAhdi, DMG Kitāb ʿAhdī; wenngleich im arabischen Raum bekannter unter dem persischen Titel کتاب عهدی Ketab-e ʿAhd, DMG Ketāb-e ʿAhd, ‚Buch des Bundes‘ Bahai-Transkription Kitáb-i-‘Ahd) ist eine von Bahāʾullāh verfasste heilige Schrift, die als sein Testament fungiert. Er überträgt die Leitung der Bahai-Gemeinde und verbindliche Auslegung seiner Schriften seinem ältesten Sohn ʿAbdul-Baha' und ruft seine Anhänger und Nachkommen zu Frieden, Einheit, Rechtschaffenheit und Gesetzestreue auf. Es wurde neun Tage nach Bahāʾullāhs Hinscheiden 1892 geöffnet und bekanntgegeben.

## Hintergrund
Das Buch des Bundes ist ein Autograph von Bahāʾullāh, dem Religionsstifter der Bahai, das in den Sammelband Botschaften aus Akka aufgenommen wurde und dort viereinhalb Seiten umfasst. Es wurde von Bahāʾullāh auch als die „Größte Tafel“ und in seinem Brief an den Sohn des Wolfes als das „Rote Buch“ bezeichnet. Es wurde nach dem Kitab-i-Aqdas fertiggestellt.

## Inhalt
Das Buch des Bundes stellt Bahāʾullāhs Testament dar. Es wurde am neunten Tage nach dem Hinscheiden Bahāʾullāhs entsiegelt und setzt Abdul-Baha als Leiter der Bahai-Gemeinde und als autoritativen Ausleger der heiligen Schriften ein. Bahāʾullāh legt darin die Grundabsichten seiner Offenbarung dar, ermahnt „Die Völker der Erde“, sich an das zu halten, was sie „erhöht“ und versichert ihnen, dass Gott „alles Vergangene verziehen“ habe. Er betont die Trennung von weltlicher und geistlicher Macht und verbietet Kampf und Streit. Neben speziellen Anweisungen für seine Söhne und die Verwandten des Bab warnt er seine Anhänger vor Religionsmissbrauch: „Lasst es nicht zu, dass das Mittel der Ordnung zur Quelle der Unordnung gemacht wird, das Werkzeug der Einheit zum Anlass für Zwietracht.“ Er äußert die Hoffnung, dass sie sich von den Worten „Alle Dinge sind Gottes“ leiten lassen und fordert alle Gläubigen auf, „allen Völkern zu dienen“ und ihr Bestreben auf die „Besserung der Welt“ zu richten.